# Parepisparis kunupii
Parepisparis kunupii är en fjärilsart som beskrevs av Malcolm J. Scoble och Edwards 1989. Parepisparis kunupii ingår i släktet Parepisparis och familjen mätare. Inga underarter finns listade i Catalogue of Life.